# Hellimer
Hellimer település Franciaországban, Moselle megyében. Lakosainak száma 517 fő (2022. január 1.). Hellimer Altrippe, Diffembach-lès-Hellimer, Francaltroff, Frémestroff, Freybouse, Gréning, Léning, Leyviller és Petit-Tenquin községekkel határos.

## Népesség
A település népességének változása:
| Lakosok száma | 461  | 521  | 537  | 593  | 571  | 573  | 548  | 527  | 518  | 517  |
|               | 1968 | 1982 | 1990 | 2006 | 2013 | 2015 | 2017 | 2019 | 2020 | 2022 |